# Masaki Yoshida
Masaki Yoshida (吉田 正樹 Yoshida Masaki?), född 10 april 1984 i Niigata prefektur, är en japansk före detta fotbollsspelare.
Yoshida började sin karriär 2008 i Yokohama FC. Efter Yokohama FC spelade han för Tokyo Verdy, Matsumoto Yamaga FC och FC Ryukyu. Han avslutade karriären 2013.